# 1313

## Родени
- 16 юни – Джовани Бокачо, флорентински писател, поет и хуманист. Автор е на прочутия сборник с новели „Декамерон“ (1353).